# 偽NEC事件
偽NEC事件とは、NEC製品の違法コピー製品を生産する工場から、流通ルートまでを完全に作り上げた大規模な偽造組織が中華人民共和国国家工商行政管理総局によって摘発された事件である。
2004年ごろ、NECのCDプレーヤーやDVDの巧妙なコピーが香港や北京の市場に大量に出回った。NECが独自の調査チームを雇用し捜査を進めた結果、NECの社員と同じ名刺を持ち、台湾や中国の工場と（偽の）NEC製品のライセンス生産契約を結び、部品の生産から組み立てまでを行っていた組織があることが判明した。これらは、堂々とNECの看板を掲げ、コピー製品のショールームまであったと言われる。コピー製品の品質はかなり高かったとの意見もある。